# Transference-focused Psychotherapy
Transference-Focused-Psychotherapy (TFP, deutsch Übertragungs-fokussierte Psychotherapie) ist eine spezielle Form der psychodynamischen (d. h. auf der Psychoanalyse basierenden) Psychotherapie, die vorwiegend bei Patienten mit Persönlichkeitsstörungen angewandt wird. Sie wurde 1998 in Form eines Manuals von John F. Clarkin, Frank E. Yeomans und Otto F. Kernberg beschrieben. Der Fokus der therapeutischen Arbeit liegt in der TFP auf der Durcharbeitung der Übertragungsbeziehung zwischen Patient und Psychotherapeut.

## Das Therapiemanual
Das Therapiemanual orientiert sich an den Standards für die Entwicklung von Therapiemanualen (beschriebenen von Moras (1993) und von Calhoun et al. (1998)). Es beinhaltet umfassende Informationen zu den Therapieprinzipien und beschreibt die Kenntnisse und Fähigkeiten, die der Therapeut sich aneignen muss. Ziel des Manuals ist die Reproduzierbarkeit durch andere Therapeuten:
Der Therapeut soll seine Behandlungsprinzipien an einer leitenden Theorie orientieren, deren einzelne Elemente (Strategien, Taktiken und Techniken) genau definiert sind. Seine therapeutische Arbeit wird mit Hilfe von Videoaufzeichnungen begleitend supervidiert.
Dieser Ablauf nennt sich „empirically-supported treatment“ und beinhaltet auch die Kontrolle der Therapeuten durch eine „Adherence and Competence Rating Scale“ (skalierte Fragebögen).

## Zielgruppe der TFP
Diese Psychotherapie wurde für die Behandlung von Patienten mit Persönlichkeitsstörungen entwickelt, deren Störungen nach dem Diagnostischen und Statistischen Manual Psychischer Störungen (DSM-IV; American Psychiatric Association 1994) auf der Achse-II als Cluster-B-Persönlichkeitsstörungen definiert werden. Diese erfasst Persönlichkeitsstörungen der Form Borderline-, Histrionische-, Narzisstische- und Antisoziale-, sowie die „nicht näher bezeichneten Persönlichkeitsstörungen“ und die Borderline-Persönlichkeitsorganisation.
Eine Differenzierung nach dem Schweregrad der zu behandelnden Störung unterscheidet die Kategorien: sehr schwere Störung bei narzisstischen oder antisozialen Eigenschaften oder Charakterpathologien, mittelgradige Störung bei histrionischen oder abhängigen Charakterzügen, leichte Beeinträchtigung bei hypomanischen oder depressiv-masochistischen Zügen.

## Grundlagen
Die Transference-Focused-Psychotherapy (TFP) gründet sich auf den Theorien der Psychoanalyse, wobei sie sich auf die Objektbeziehungstheorie und die Ich-Psychologie bezieht. Basierend auf den Theorien von Margaret Mahler können sich gestörte Objektbeziehungen aus der Kindheit in der Übertragung auf den Psychotherapeuten abbilden. Nach dem von Kernberg entwickelten und empirisch belegten Konzept ist eine Verbesserung im Bereich der Objektbeziehungen möglich, wenn eine Therapieform sich auf die Durcharbeitung der Übertragung konzentriert.
Während der Therapeut sich in der klassischen Psychoanalyse auf eine Übertragungsbeziehung einlässt und den Patienten damit in der Regression unterstützt, arbeitet die TFP mit der Analyse der Übertragung, die im Hier-und-Jetzt auftritt.

## Therapieformen mit ähnlichen Aspekten
In die psychodynamische Therapie der Borderline-Persönlichkeit mit TFP sind viele Elemente eingeflossen, die der klinischen Erfahrung bei der Psychotherapie von Patienten mit Borderline-Pathologie entsprechen. z. B. berücksichtigt die psychoanalytisch orientierte Psychotherapie von Patienten mit Borderline-Persönlichkeitsstörung (modifiziert nach Waldinger, 1987) dieselben Grundprinzipien:
- Aufbau eines stabilen Behandlungsrahmens[6]
- Vermeiden einer passiven therapeutischen Haltung
- Haltenden Raum bieten („contain“)
- Konfrontativer, aktiver Umgang mit selbstzerstörerischem Verhalten
- Verbindung zwischen Gefühlen und Handlungen („Ausagieren“) herstellen[24]
- Setzen und Einhalten von Grenzen
- Wahrnehmen der Gegenübertragung
- Interventionen mit Fokus im „Hier und Jetzt“[6][23][25]

Die Vorgehensweise, der Übertragung großes Gewicht zu geben, ohne dabei die Regression zu fördern, wird auch von Luise Reddemann aus ihrer stationären Arbeit mit traumatisierten Borderline-Patienten heraus entwickelt und findet in freier, nichtmanualisierter Form Eingang in die von Reddemann (2004) entwickelte Psychodynamisch Imaginative Traumatherapie.
Der Umgang von Übertragung und Gegenübertragung wird auch hier im Sinne eines „interaktiven Verständnisses“ der therapeutischen Beziehung genutzt. Die Übertragungsneurose in einer Traumatherapie gezielt zu fördern wäre sogar kontraindiziert, da durch eine neutrale Haltung des Therapeuten unbewusst die Selbstbeschuldigungstendenzen des Traumapatienten verstärkt oder die Wiederkehr belastender Erinnerungen zum Tatgeschehen gefördert werden können, was sich möglicherweise retraumatisierend auswirkt.
- siehe auch Reparenting

## Wirksamkeit
Die Wirksamkeit der TFP wurde in verschiedenen Metaanalysen bestätigt. Perry (1999) sowie Leichsenring und Leibing (2003) fanden eine große Wirksamkeit der Psychodynamischen Psychotherapien.